# Jiang Wen
I denna artikel är efternamnet  Jiang. 
Jiang Wen, född 1963, är en kinesisk filmregissör och skådespelare.
Utanför Kina är han som skådespelare främst känd för Det röda fältet samt för rollen som Baze Malbus i Rogue One: A Star Wars Story. Som filmregissör har han bland annat vunnit juryns stora pris vid filmfestivalen i Cannes 2000.

## Filmografi (i urval)
- 1984 – Hibiscusstaden
- 1987 – Det röda fältet
- 2016 – Rogue One: A Star Wars Story